# Sint-Jozefskerk (Zonhoven)
De Sint-Jozefskerk is een kerkgebouw in het gehucht Halveweg in de Belgische gemeente Zonhoven. Deze kerk is de jongste kerk op Zonhovens grondgebied. De Sint Jozefskerk werd ingewijd op 10 juli 1971 door Paul Schruers, toen hulpbisschop, later bisschop van Hasselt. De gloednieuwe kerk verving de op 10 juli 1968 afgebrande eerste kerk van Halveweg. Het gebouw is in gebruik als parochiekerk van de Sint-Jozefparochie. De patroonheilige van de kerk is Sint Jozef.

## Oude kerk
Op de plaats van de huidige kerk stond dus aanvankelijk een eerste kerk voor de nieuw opgerichte parochie Halveweg. De oude kerk werd ontworpen door architect Sylvain Strauven uit Tessenderlo en in 1938 werd de kerk door aannemer Vandijck uit Houthalen voltooid. De oude kerk had ongeveer 250 à 300 stoelen en werd in 1968 door brand verwoest. Deze kerk, met een spitse toren, stond twintig meter meer naar de straat toe op een perceel dat was geschonken door een lokale familie.

## Nieuwe kerk
De nieuwe kerk, een zaalkerk met plat dak, werd ontworpen door architect Paul Stevens uit Hasselt. Ze werd gebouwd door aannemer Clauwers uit Kaulille (voor 6,3 miljoen bef) en biedt plaats aan ongeveer 400 gelovigen.
De financiële middelen voor de nieuwbouw werden deels verschaft door de verzekering van de afgebrande kerk, deels, zoals gebruikelijk, door provincie Limburg, het gemeentebestuur Zonhoven en de kerkfabriek Sint Jozef Halveweg. Die laatste bijdrage werd gerealiseerd door toen onder leiding van E.H. Pastoor Raskin en voorzitter Georges Welkenhuysen opgerichte bouwcomité.

## Interieur
De kerk is geheel opgetrokken in gele baksteen. Centraal ligt een ruime zaal met vlak, met hout beslagen plafond. Hiernaast bevat de kerk een grote vergaderzaal met keuken en sanitair, een winterkapel, twee toiletruimten en een grote inkomhal. Aan de weerszijden van het altaar staan twee grote reliëfbeelden in brons van Sint Jozef en Maria. De beelden werden aan de kerk geschonken twee lokale families.
Sinds 2007 heeft de kerk een pijporgel. Tevoren werden diensten muzikaal opgeluisterd met een elektronisch orgel van het Duitse merk Wersi. Het orgel is afkomstig uit de gereformeerde kerk van Bussum, en is gemaakt door firma Fonteyn en Gaal in 1961. Uit witte Amerikaanse eik is hier bij de verhuizing een nieuwe kast aan toegevoegd. Het orgel telt negen registers verdeeld over twee manualen en pedaal.
Er is een kruisweg aanwezig, geïllustreerd door kinderen van het eerste leerjaar van de lokale school, in 1978, het jaar van het kind. De inlijsting werd betaald door een lokale parochiaan en de kruisjes er boven, evenals het koperen doopvont en 2 koperen kandelaars, werden geschonken door E.H. Roosen, pastoor van de Banneux parochie te Hasselt.
De toren bevat drie klokken, gegoten door Klokkengieterij Petit & Fritsen uit Aarle-Rixtel in Noord-Brabant. In elke klok staat een boodschap gegraveerd, alsmede de namen van de respectievelijke meters en peters.

## Parochie
Het gebouw, en de oude kerk hiervoor, is in gebruik als parochiekerk van de Sint-Jozefparochie. Reeds in 1936 was Halveweg (gedeeltelijk, Zonhovens, gedeeltelijk Zolders grondgebied) een bijparochie van Zonhoven Sint Quintinus geworden. Tevoren werd al vanaf 1932 in de lokalen van de jongensschool (1931) in de Sint Jozefstraat op zondag de Heilige mis opgedragen door een priester uit het centrum.